# Francisco de León Troyano
Francisco de León Troyano y García de Leaniz (1868-1927) fue un ensayista, periodista y crítico español.

## Biografía
Nacido el 3 de mayo de 1868 en Sevilla, fue bautizado en la parroquia de San Andrés. Terminados los estudios, que siguió en su ciudad natal, se dedicó a la prensa, primero en los periódicos locales y regionales, y más tarde en El Resumen, El Imparcial y otros diarios madrileños, donde publicó estudios sociales, críticos y literarios. Comenzaba a preocupar a la opinión y a los estadistas el problema de los obreros rurales en Andalucía, cuando, por comisión de El Imparcial, León Troyano recorrió aquella región, inquirió las causas del problema, examinó las peticiones y publicó una serie de artículos sobre la cuestioń: La cuestión agraria de Andalucía, donde se inspiraron los políticos que discutieron en el Parlamento este asunto. Joaquín Costa, en su obra Socialismo agrario, recoge muchas de las advertencias y observaciones del estudio de Troyano.
En revistas y periódicos publicó también trabajos de crítica artística, principalmente de pintura. La obra literaria sembrada en periódicos y no recogida en tomos especiales, se halla representada en primer lugar por la colección de artículos La Alhambra. También escribió El cementerio de los niños, Mis Vírgenes, Mis amigos, Mis hermanos, Antinomia, Nocturno, El Jueves Santo en Sevilla.
En Sevilla, en 1906, se le adjudicó «el pensamiento de oro» por el trabajo La Mujer Sevillana, en el certamen del Ateneo Sevillano. También fue premiado su estudio El Hombre milenario. En nuevo concurso del Ateneo de Sevilla, se premió su Proyecto de una escuela de periodistas. Asimismo fueron galardonados La crisis agraria en Andalucía y La ganadería andaluza. En el primer «Concurso Regional de Ganados», celebrado bajo la protección del ministro de Fomento, se concedió premio a su Memoria sobre el cultivo de la Zulla en la región meridional de España. Publicó también las obras literarias Prosa del corazón y Cristos y Dolorosas. Fallecido el 15 de enero de 1927, fue enterrado en el cementerio de San Fernando.